# Beetzsee
Beetzsee è un comune di 2 733 abitanti del Brandeburgo, in Germania.

Appartiene al circondario di Potsdam-Mittelmark, ed è capoluogo dell'omonima comunità amministrativa.
Non esiste alcun centro abitato denominato «Beetzsee»; si tratta pertanto di un comune sparso.

## Storia
Il comune di Beetzsee venne creato il 1º gennaio 2002 dalla fusione dei comuni di Brielow, Marzahne e Radewege.
Il 1º gennaio 2008 la frazione di Marzahne venne distaccata dal comune di Beetzsee ed aggregata alla città di Havelsee.

## Geografia antropica

### Suddivisioni amministrative
Il comune di Beetzsee è diviso nelle frazioni (Ortsteil) di Brielow e Radewege, e comprende le località abitate (Bewohnter Gemeindeteil) di Brielow Ausbau e Radewege Siedlung.